# Hunting Percival Provost
Le Percival P.56 Provost était un avion militaire de la guerre froide. Avion d'entraînement militaire, il fut fabriqué au Royaume-Uni par Percival Aircraft, qui fut rachetée en 1954 par Hunting Aircraft, cette dernière étant intégrée ensuite (en 1960) dans British Aircraft Corporation (BAC).

## Variantes
- Provost T.Mk 1
- Provost T.Mk 51
- Provost T.Mk 52
- Provost T.Mk 53

## Opérateurs
- Royaume-Uni
  - Royal Air Force
- Irlande
  - Corps aérien irlandais
- Malaisie
- Rhodésie
  - Rhodesian Air Force
- Oman
- Birmanie
- Irak
- Soudan

### Aéronefs comparables
- Valmet Vihuri
- CAC CA-25 Winjeel
- Fokker S.11 Instructor